# Bundesstraße 199
Bundesstraße 199 (Abkürzung: B 199) ist der Name zweier Bundesstraßen in Schleswig-Holstein und Mecklenburg-Vorpommern. In Schleswig-Holstein stellt die Straße eine Verbindung zwischen Kappeln (Kreis Schleswig-Flensburg) mit Niebüll in Nordfriesland her. Diese Verbindung führt über die kreisfreie Stadt Flensburg. In Mecklenburg-Vorpommern führt die Straße grob von der Bundesautobahn 20 bei Klempenow (Anschlussstelle Anklam) in die gleichnamige Stadt, wo sie in die Bundesstraße 110 einmündet.

## Bundesstraße in Schleswig-Holstein
Koordinaten: Anfang • Ende

### Verlauf (Straße in Schleswig-Holstein)
Die Bundesstraße 199 in Schleswig-Holstein führt durch den Norden des Bundeslandes und verbindet Kappeln über Flensburg und Schafflund mit Klixbüll nahe Niebüll, durchquert die hügelige Landschaft Angelns und bietet streckenweise Sicht auf die Ostsee. Südwestlich Flensburgs, wo sie die A 7 und die B 200 kreuzt, führt die B 199 über die Geest, um schließlich in der Marschlandschaft an der Nordseeküste zu enden. Dieser Streckenabschnitt ist besonders stark befahren, da er von Leck über die B 5 eine Verbindung von der A 7 zur Autoverladung des Sylt-Shuttles der Deutschen Bahn in Niebüll über den Hindenburgdamm auf die Insel Sylt bietet.

#### Umgehung Flensburg
Mit der Fertigstellung der Flensburger Osttangente im Jahr 2006 wurde der Verlauf der Bundesstraße geändert. Seitdem zweigt die B 199 nordöstlich von Flensburg von der Nordstraße ab und folgt der Osttangente in südlicher bzw. südwestlicher Richtung bis zur Anschlussstelle Flensburg-Süd, verläuft dann gemeinsam mit der B 200 in nordwestlicher Richtung bis zur Anschlussstelle Flensburg-Zentrum, um dort wieder auf die alte Trasse in westliche Richtung abzuzweigen. Der alte Verlauf durch die Flensburger Innenstadt wurde zur K 28 bzw. L 249 herabgestuft.

### Geschichte (Schleswig-Holstein)
Der Abschnitt Klixbüll-Flensburg war bereits im Mittelalter als Friesische Straße bekannt. Als Teil der Angelbowege, welche die Nordsee mit der Ostsee verbanden, gilt diese Strecke als einer der ältesten Wege im Lande. In den Jahren 1882–1898 wurde die Strecke als Nebenlandstraße ausgebaut. Letztendlich wurde die Strecke Klixbüll-Flensburg im Jahr 1937 zur Reichsstraße 199 erhoben. Als 1949 die Bundesrepublik Deutschland gegründet wurde, wurden alle Reichsstraßen in Bundesstraßen umbenannt.
Der Streckenabschnitt Nordstraße, von Kappeln nach Flensburg, wurde im Jahre 1954 eröffnet. Der Bau dauerte 2 ½ Jahre und kostete 22 Millionen DM. Die Straße ersetzte sozusagen den über 40 km langen Verlauf der Flensburger Kreisbahn, welche offenbar kurz nach der Einweihung der Straße eingestellt wurde.
Im Jahre 1955 wurde der Streckenverlauf bei Wallsbüll geändert. Zuvor führte die Straße über die Hauptstraße und der Schulstraße. Durch die Verlegung wurde sowohl der Ort vom Durchgangsverkehr entlastet, als auch der Streckenverlauf verkürzt. Als im Jahre 1968 die Westtangente Flensburg eröffnet wurde, wurde die B 199 über die neue Anschlussstelle Flensburg-Zentrum angebunden. Große Veränderungen geschahen im Jahre 1976 im Zuge des Neubaus der Bundesautobahn 7. Um die Stadt Flensburg besser an das Fernverkehrsnetz anzubinden, wurde eine 3,2 km lange vierstreifige Neubaustrecke errichtet. Im Westen wurde eine provisorische Anbindung errichtet, welche unmittelbar westlich der Anschlussstelle Flensburg / Harrislee beginnt und in einer 90°-Kurve nach Norden führt. Bei Gottrupel wird die ursprüngliche B 199 erreicht. Die Planungen zu der Zeit sahen vor, dass die B 199 als Neubaustrecke durch den Ort Handewitt geführt wird und im weiteren Verlauf an allen Orten vorbeigeführt wird und schließlich bei Niebüll an der Bundesstraße 5 enden würde. Nachdem diese Planungen verworfen wurden, soll die Gemeinde Handewitt durch eine neue Umgehungsstraße entlastet werden.
In den Jahren 1991–2006 wurde die Flensburger Osttangente gebaut.

### Angedachter Ausbau der Bundesstraße (Straße in Schleswig-Holstein)

#### Vierstreifiger Ausbau in Flensburg-Wasserloos
Hinsichtlich eines Neubaus im Flensburger Stadtbezirk Wasserloos wurde 2015 bekannt, dass die Stadt Flensburg mittlerweile den vierspurigen Ausbau der Nordstraße Richtung Kappeln angedacht hat.

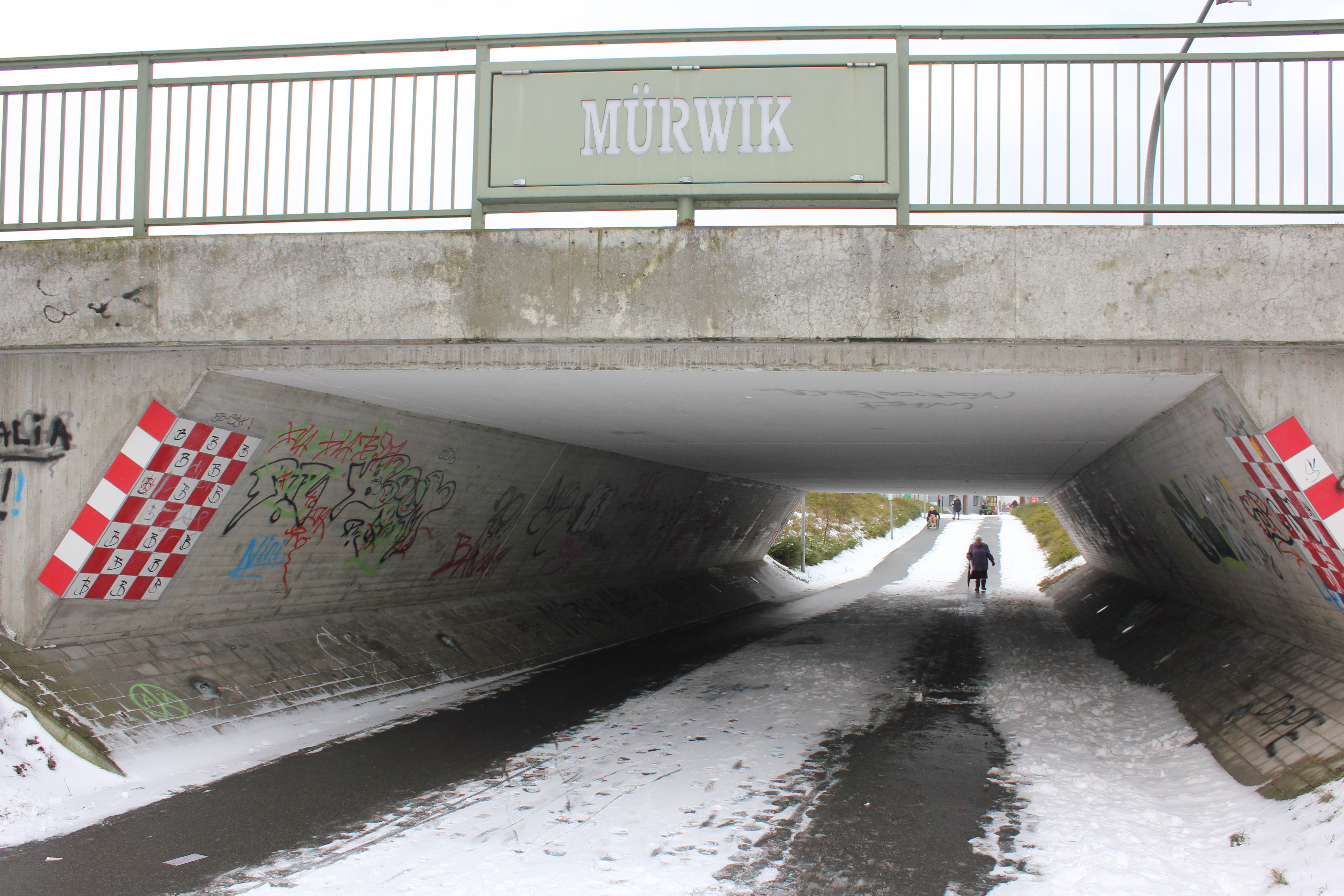
Fußgängerunterführung unter der Nordstraße bei Flensburg-Mürwik
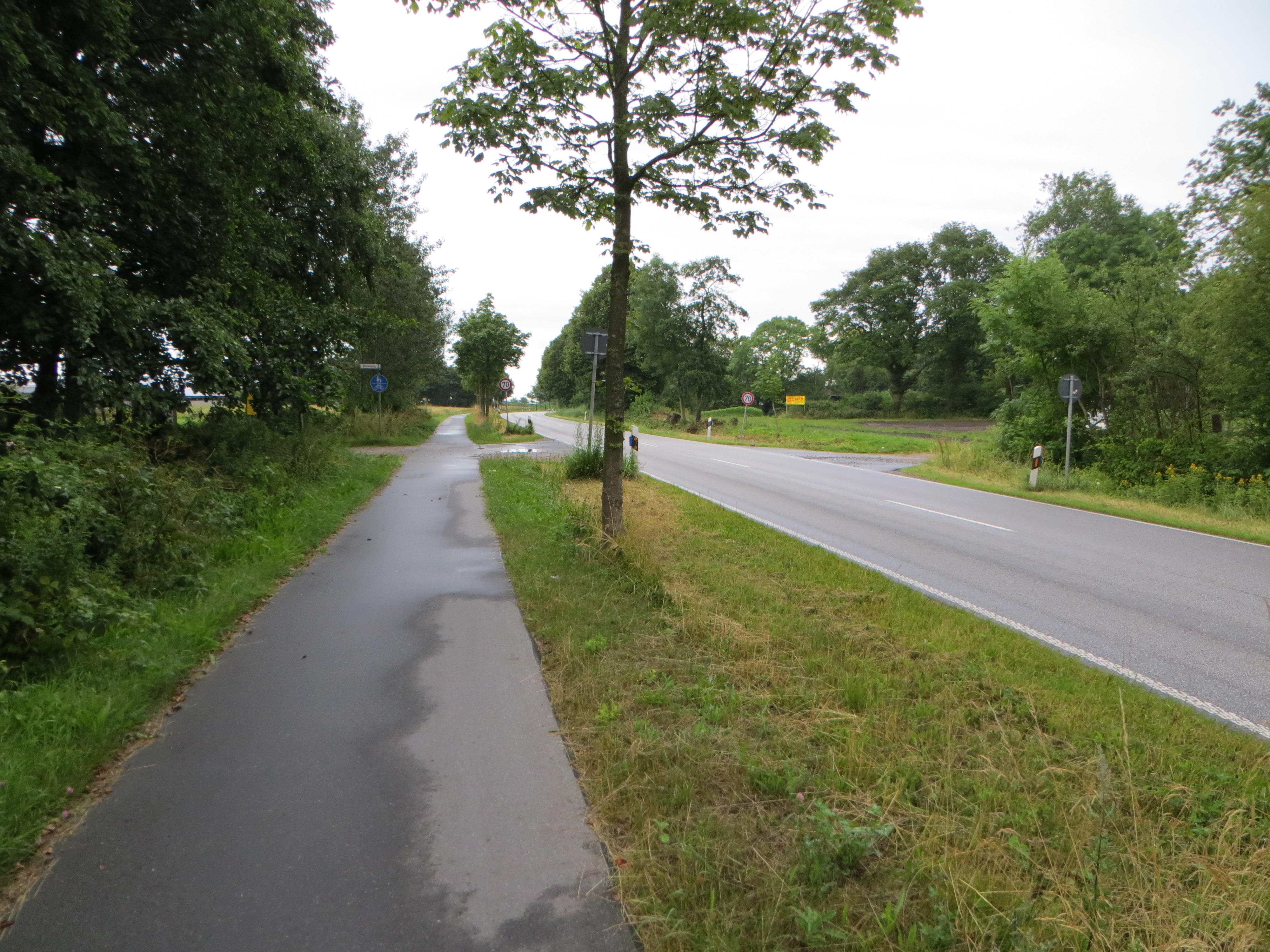
Nordstraße beim Flensburger Blocksberg
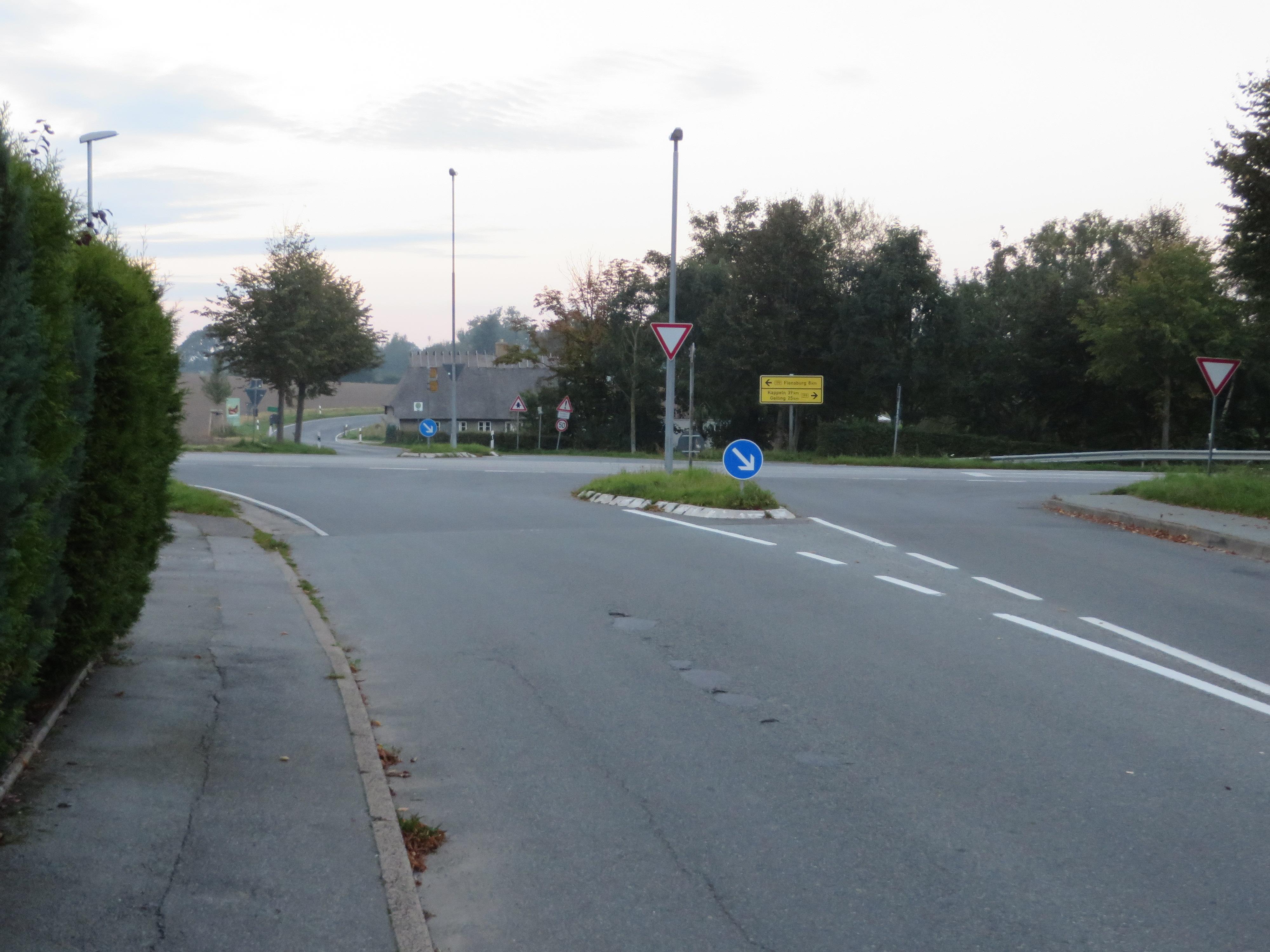
Kreuzung bei Oxbüll der Gemeinde Wees
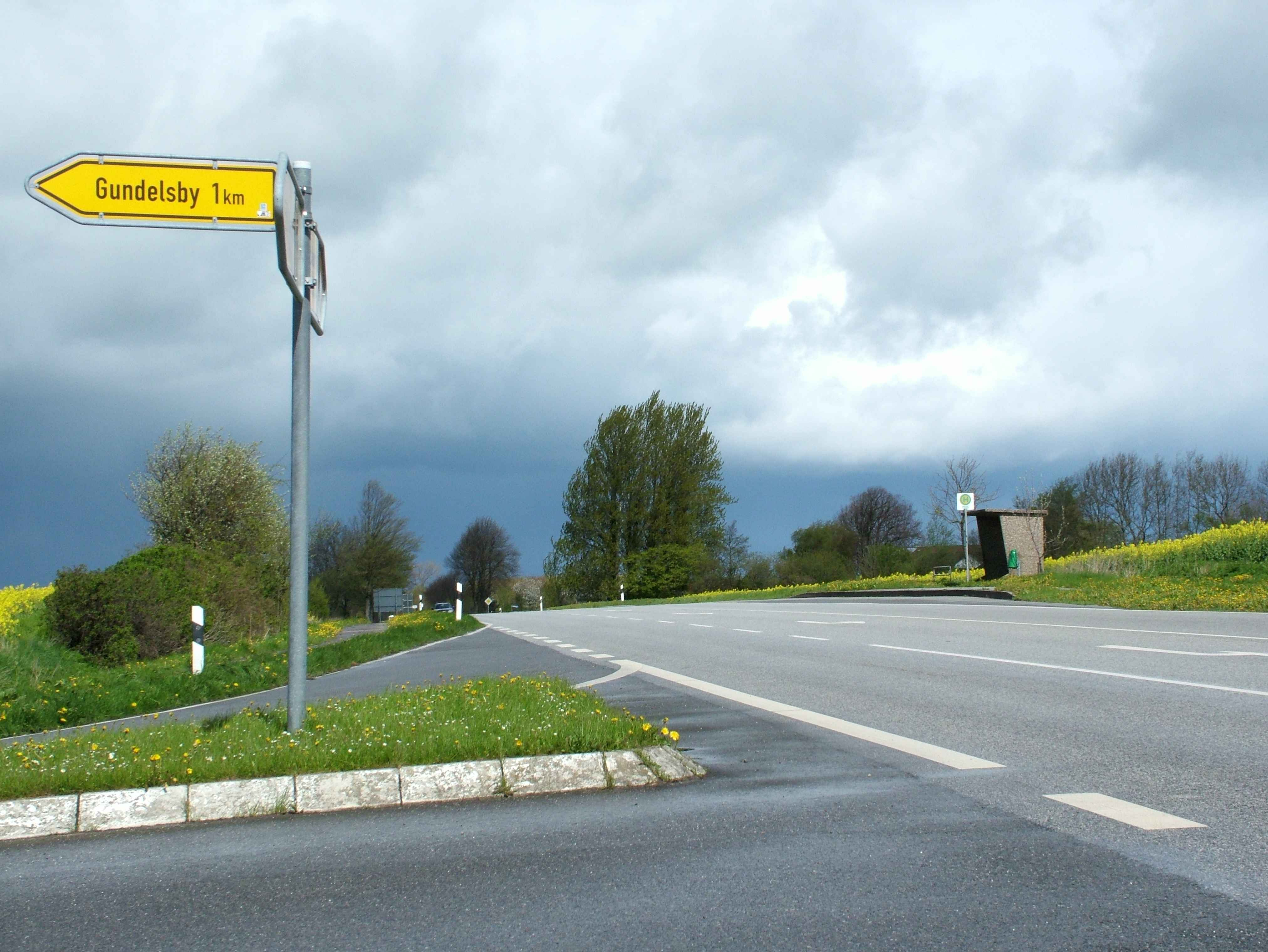
Die Bundesstraße 199 nördlich von Kappeln bei Gundelsby

#### Ortsumgehung von Handewitt
Aufgrund der hohen Verkehrsbelastungen westlich der Bundesautobahn 7 in der Nähe von Handewitt, die durch einer 90° Kurve begünstigt, hat das Land Schleswig-Holstein beschlossen, dass die Gemeinde Handewitt eine Ortsumgehung erhalten soll. Die Strecke wird 7,3 km lang sein und zum Teil auch vierstreifig sein, jedoch wird der Großteil zweistreifig sein. Die Baukosten würden 13,7 Mio. Euro betragen.

### Sehenswürdigkeiten (Straße in Schleswig-Holstein)
Folgende Sehenswürdigkeiten findet man unter anderem an dieser Bundesstraße:
- Stadt Kappeln
- Flensburger Förde
- Stadt Flensburg

## Bundesstraße in Mecklenburg-Vorpommern
Koordinaten: Anfang • Ende

### Verlauf (Straße in Mecklenburg-Vorpommern)
Die Bundesstraße 199 in Mecklenburg-Vorpommern beginnt als Abzweig von der Landesstraße 35 nördlich von Klempenow. Sie überquert nordöstlich des Orts die Bundesautobahn 20 und schließt dort als Anschlussstelle Anklam (Nr. 29) an diese an. Im Anschluss wird die Dorflage von Breest nördlich umfahren, bevor nach knapp neun Kilometern der Kriener Ortsteil Albinshof durchfahren wird. Nach der Überquerung des Peene-Südkanals und der Ortsdurchfahrt Postlow erreicht die Strecke Anklam. Hier mündet sie in die Bundesstraße 110.
Die Straße ist für eine Bundesstraße relativ schmal. Ein rund 15 Kilometer langer Streckenabschnitt führt ohne jede Kurve geradeaus durch ein landwirtschaftlich genutztes Gebiet mit wenigen geschlossenen Siedlungen. Diese liegen meist abseits der Straße.

### Geschichte (Straße in Mecklenburg-Vorpommern)
Im Zuge des Neubaus der Bundesautobahn 20 entstand die Anschlussstelle Anklam (Nummer 29) an der Bundesstraße 199. Diese wurde deswegen westlich von Breest auf eine nördlichere Trassenführung verlegt. Mit der Abstufung der Bundesstraße 96 nördlich von Neubrandenburg wurde auch das westliche Ende der Bundesstraße 199 von der Kreuzung mit der früheren Bundesstraße 96 zur Autobahnanschlussstelle Anklam verlegt.
Die alte Streckenführung führte von der B 96 aus zunächst in ostsüdöstlicher Richtung durch Klempenow, um dann etwa dort auf ostnordöstliche Richtung zu schwenken, wo die neugebaute Autobahn die alte Strecke der B 199 schneidet. Die baulich noch bestehende Straße führt dann zur Ortschaft Breest, wo sie auf die heutige Streckenführung der Bundesstraße trifft. Einige hundert Meter östlich von Breest knickt die Straße nach links. Hier beginnt der 15 Kilometer lange kurvenlose Streckenabschnitt.

## Ausbauzustand der zwei Bundesstraßen 199
Der Ausbauzustand der B 199 gliedert sich wie folgt:
| Abschnitt                                                   | Streifen | Trennstreifen | Bemerkung       |
| ----------------------------------------------------------- | -------- | ------------- | --------------- |
| Bundesstraße 199 in Schleswig-Holstein                      |          |               |                 |
| Klixbüll − Handewitt                                        | 2        | nein          |                 |
| Handewitt − K 19 Flensburg-Gewerbegebiet West               | 4        | ja            | autobahnähnlich |
| K 19 Flensburg-Gewerbegebiet West − Flensburg-Friedenshügel | 4        | nein          | städtisch       |
| Flensburg-Friedenshügel − K 11 Flensburg-Osttangente        | 4        | ja            | autobahnähnlich |
| K 11 Flensburg-Osttangente − K 14 Flensburg-Schottweg       | 4        | ja            | städtisch       |
| K 14 Flensburg-Schottweg − Kappeln                          | 2        | nein          |                 |
| Bundesstraße 199 in Mecklenburg-Vorpommern                  |          |               |                 |
| L 35 Breest-Klempenow − Anklam                              | 2        | nein          |                 |